# 間諜電報
間諜電報（英語：Spy Cables），是指繼愛德華·史諾登洩漏稜鏡計畫後，於2015年被揭發的情報界醜聞案，範圍涵蓋全世界數十國情報單位，其來源主要是從南非國家安全局流出，被洩漏的電報時間由2006年至2014年底。
2015年2月，半島電視台與英國衛報取得並公佈了主要從南非國家安全局（State Security Agency）內部流出的機密電報，多為該局與各國情報機構的通信電報。
根據半島電視台報道，此代號「Spy Cables」的文件全稱為「軍事目標分析」（Operational Target Analysis），內文長達128頁，是南非情報員對國際安全情勢的分析報告。被洩漏的機構主要包括有以色列的摩薩德、俄羅斯的FSB，及法國、約旦、阿曼的情報單位；與英國的秘密情報局駐阿拉伯联合酋长国的單位和美國駐非洲國家的情報單位等。

## 已揭露內容
間諜電報所涉及的國家相當多，本文僅列出一部份。
- 中国：據一份2009年的文件顯示，多個國家的情報人員都曾潛入南非的PBMR（英语：Pebble bed modular reactor）公司竊盜。該公司是一家球床反應堆的技術公司，文件內紀錄了數次闖入事件。而這些事件的結果，卻都涉嫌提高了中國在球床反應堆項目的技術。文件並稱，雖然中國在研發此技術比南非晚起步幾年，但中國現在的技術已經領先南非一年[5]。
- 美国：據2012年文件顯示，美國總統贝拉克·奥巴马曾出言恐嚇马哈茂德·阿巴斯，要求巴勒斯坦國不得申請加入聯合國；但同一年，美國CIA人員又透過南非牽線，想和恐怖組織哈马斯接觸，甚至想在當地訓練特工[6]。
- 以色列：總理本雅明·内塔尼亚胡在2012年曾公開指稱伊朗已有能力在一年內製造出核彈，但同時期該國的情報機構內部卻表示，伊朗根本「還沒準備好」[7]。
- 巴勒斯坦：马哈茂德·阿巴斯涉及與死敵以色列共謀阻撓聯合國調查戰爭罪行[7]。
- ：該國的情報人員有針對綠色和平組織領導人Kumi Naidoo（英语：Kumi Naidoo）的監視情報[8]。

## 外部連結
- （英文）半島電視台「間諜電報」專題 （页面存档备份，存于）
- （英文）英國衛報「間諜電報」專題 （页面存档备份，存于）

### 半島電視台公布電報
（陸續公佈中，以下均為英文版，人名與電話、住址等個人隱私資料已被隱去或刪除）
- ISRAEL MOSSAD WARNS of URANIUM SHIPMENT SEPTEMBER 2010 （页面存档备份，存于）
- SOUTH AFRICA SSA and UK MI6 on IRAN OCTOBER 2009 （页面存档备份，存于）
- SOUTH AFRICA SSA MEETS IRAN INTELLIGENCE MAY 2012 （页面存档备份，存于）
- SOUTH AFRICA SSA MEETS IRAN MAY 2012 （页面存档备份，存于）
- SOUTH AFRICA SSA on IRAN INTELLIGENCE in AFRICA OCTOBER 2012 （页面存档备份，存于）
- SOUTH KOREA on UAE SEIZURE of ARMS DELIVERED FROM NORTH KOREA to IRAN （页面存档备份，存于）
- SSA ASSESSMENT of IRAN's INTERESTS and ACTIVITIES in SOUTH AFRICA 2009 （页面存档备份，存于）
- UK MI6 WRITES to SOUTH AFRICA SSA on IRAN PROFILERATION NOVEMBER 2009 （页面存档备份，存于）